# Hodětín
Hodětín (německy Hodietin) je obec v okrese Tábor v Jihočeském kraji. Žije v ní 93 obyvatel.

## Historie
První písemná zmínka o obci pochází z roku 1521.

## Obyvatelstvo
| Rok            | 1869 | 1880 | 1890 | 1900 | 1910 | 1921 | 1930 | 1950 | 1961 | 1970 | 1980 | 1991 | 2001 | 2011 | 2021 |
| -------------- | ---- | ---- | ---- | ---- | ---- | ---- | ---- | ---- | ---- | ---- | ---- | ---- | ---- | ---- | ---- |
| Počet obyvatel | 475  | 449  | 399  | 414  | 412  | 420  | 416  | 255  | 270  | 193  | 158  | 113  | 81   | 86   | 95   |
| Počet domů     | 62   | 66   | 65   | 65   | 67   | 67   | 75   | 82   | 71   | 53   | 48   | 74   | 74   | 73   | 73   |

## Obecní správa
Při sčítání lidu v letech 1850–1974 byl Hodětín obcí v okrese Milevsko (1850–1930), posléze v okrese Týn nad Vltavou (1950) a později v okrese Tábor. Od 1. ledna 1975 do 23. listopadu 1990 patřil jako část obce k Březnici a od 24. listopadu 1990 je opět samostatnou obcí.

### Části obce
- Blatec
- Hodětín
- Nová Ves

## Pamětihodnosti
- Venkovské usedlosti čp. 5, 12, 19 a 24